# Meng Zhixiang
Meng Zhixiang (chinês: 孟知祥; 10 maio 874–7 setembro 934), nome de cortesia Baoyin (保胤), também conhecido pelo seu nome de templo como o Imperador Gaozu de Shu Posterior (後蜀高祖), foi o fundador imperador da dinastia chinesa Shu Posterior durante o período das Cinco Dinastias e Dez Reinos.
Meng Zhixiang foi originalmente um general e parente por casamento da família governante da dinastia Tang Posterior, que usava o sobrenome Li. Meng casou-se com a irmã mais velha ou talvez uma prima do Imperador Zhuangzong de Tang Posterior. Meng serviu à Tang Posterior como governador militar (Jiedushi) do Circuito Xichuan (西川, sediado na atual Chengdu, Sichuan), após a conquista de Shu Anterior. Após a morte do Imperador Zhuangzong, Meng distanciou-se do imperador sucessor. O novo imperador era o irmão adotivo do Imperador Zhuangzong, Imperador Mingzong. Meng, temendo acusações do principal conselheiro do Imperador Mingzong, An Chonghui, rebelou-se, em aliança com Dong Zhang, governador militar do vizinho Circuito Dongchuan (東川, sediado na atual Mianyang, Sichuan). A aliança Meng-Dong repeliu as subsequentes tentativas de suprimi-los ou controlá-los, embora continuassem como súditos nominais de Mingzong. Eventualmente, Meng dominou Dong, assumindo assim o controle de ambos os domínios aliados. Meng continuou como vassalo titular de Mingzong pelo resto do reinado daquele imperador; mas, depois disso, Meng Zhixiang se declarou imperador, fundando assim a dinastia Shu Posterior.

## Nascimento, família e início de carreira

### Nascimento
Meng Zhixiang nasceu em 874, durante o reinado do Imperador Yizong de Tang.

### Família
Sua família era da Prefeitura Xing (邢州, na atual Xingtai, Hebei), e seus ancestrais haviam servido por gerações como oficiais do exército em Xing, incluindo seu avô Meng Cha (孟察) e seu pai Meng Dao (孟道). Seu tio Meng Fangli tornou-se governador militar (Jiedushi) do Circuito Zhaoyi (昭義, sediado então em Changzhi, Shanxi), ao qual a Prefeitura Xing pertencia, no final da dinastia Tang, e posteriormente transferiu a capital do circuito da Prefeitura Lu (潞州) para Xing em 882, precipitando um motim que levou à divisão do circuito em dois em 883. Após o subsequente suicídio de Meng Fangli em 889, ele foi sucedido por seu irmão mais novo (tio de Meng Zhixiang) Meng Qian (孟遷), que posteriormente rendeu as partes de Zhaoyi que controlava ao importante senhor da guerra Li Keyong, o governador militar do Circuito Hedong (河東, sediado na atual Taiyuan, Shanxi) em 890.

### Início de carreira
Li posteriormente colocou Meng Qian de volta no comando do Circuito Zhaoyi (reunificado) em 899. No entanto, quando Zhaoyi foi atacado em 901 pelo arquirrival de Li, Zhu Quanzhong, o governador militar do Circuito Xuanwu (宣武, sediado na atual Kaifeng, Henan), Meng Qian rendeu o circuito a Zhu. O pai de Meng Zhixiang, Meng Dao, continuou a servir Li, mas não se destacou no exército de Hedong. Li, no entanto, ficou impressionado com o talento de Meng Zhixiang e acabou dando sua filha mais velha em casamento a Meng Zhixiang. (A irmã mais nova de Meng Zhixiang posteriormente casou-se com outro irmão mais novo de Li Keyong, Li Kening.). Meng Zhixiang tornou-se então um oficial de treinamento no exército de Hedong.

## Contexto político durante Jin
Em 907, Zhu Quanzhong fez o último imperador Tang, Imperador Ai, ceder o trono a ele, encerrando Tang e iniciando uma nova Liang Posterior com ele como seu Imperador Taizu. Li Keyong e vários outros governadores regionais (Yang Wo, o governador militar do Circuito Huainan (淮南, sediado na atual Yangzhou, Jiangsu), Li Maozhen, o governador militar do Circuito Fengxiang (鳳翔, sediado na atual Baoji, Shaanxi), e Wang Jian, o governador militar do Circuito Xichuan) recusaram-se a reconhecer o novo imperador de Liang Posterior, com Li Keyong, Li Maozhen e Yang continuando a manter o nome de era Tang de Tianyou, enquanto Wang logo depois se declarou imperador de um novo estado de Shu Anterior, embora Li Keyong fosse efetivamente o governante de seu próprio estado de Jin, pois carregava o título de Príncipe de Jin. Em 908, Li Keyong morreu e foi sucedido como Príncipe de Jin por seu filho Li Cunxu.

### Carreira como oficial de treinamento
Meng Zhixiang continuou a servir como oficial de treinamento. Enquanto isso, houve um incidente em ou por volta de 912, quando Li Cunxu, irritado porque o oficial recentemente rendido Li Yan (李嚴) recusou seu pedido para que Li Yan servisse como professor de seu filho Li Jiji, estava considerando executar Li Yan. Foi por intercessão de Meng (apontando que executar Li Yan falaria mal para a reputação de Li Cunxu) que Li Yan foi poupado.

### Promoção
Em ou por volta de 919, Li Cunxu queria fazer de Meng Zhixiang chefe de gabinete (中門使, Zhongmenshi) do recentemente capturado Circuito Tianxiong (天雄, sediado na atual Handan, Hebei). No entanto, como essa posição era uma posição ingrata, e vários chefes de gabinete anteriores haviam sido executados devido a acusações de irregularidades, Meng estava temeroso e recusou a posição. Quando Li Cunxu pediu a ele uma recomendação alternativa, ele recomendou o oficial Guo Chongtao, a quem Li Cunxu posteriormente nomeou chefe de gabinete. Por causa dessa recomendação, Guo, cuja carreira seria muito impulsionada por essa comissão, tornou-se grato a Meng mais tarde. O próprio Meng foi posteriormente nomeado oficial de disciplina em Hedong. Em um determinado momento, Li Cunxu concedeu uma de suas próprias concubinas, uma Senhora Li, a Meng Zhixiang, e ela deu à luz o terceiro filho de Meng Zhixiang, Meng Renzan, em 919.

## Durante Tang Posterior

### Durante o reinado do Imperador Zhuangzong
Em 923, Li Cunxu declarou-se imperador de um novo estado de Tang Posterior (como Imperador Zhuangzong) em Xingtang (興唐, ou seja, a capital de Weibo). Ele designou Taiyuan como a capital ocidental e fez de Meng Zhixiang seu prefeito, bem como seu defensor adjunto. (A esposa de Meng, como a irmã mais velha do novo imperador, foi criada a Grande Princesa Qionghua, nessa época ou em 925.) Pouco depois, o Imperador Zhuangzong destruiu a rival Liang Posterior e assumiu seu território, estabelecendo sua capital em Luoyang.
Em 925, o Imperador Zhuangzong planejava lançar uma grande campanha para destruir Shu Anterior. Ele comissionou Li Jiji como comandante titular de suas operações, com Guo Chongtao servindo como comandante adjunto, em comando real das operações. Antes de partir de Luoyang, Guo, ainda grato a Meng por tê-lo recomendado inicialmente, recomendou Meng como o futuro comandante militar de Xichuan se a campanha fosse bem-sucedida na conquista de Shu Anterior. Mais tarde naquele ano, depois que Li Jiji e Guo tiveram sucesso na captura da capital de Shu Anterior, Chengdu, e seu imperador Wang Zongyan (filho e sucessor de Wang Jian), destruindo-a assim, o Imperador Zhuangzong convocou Meng para Luoyang e o nomeou governador militar de Xichuan, também concedendo-lhe a designação honorária de chanceler Tong Zhongshu Menxia Pingzhangshi (同中書門下平章事), preparando-o para enviá-lo a Xichuan.
Neste ponto, no entanto, o atrito começou a surgir entre o Imperador Zhuangzong e o outrora muito confiável Guo. O Imperador Zhuangzong e sua esposa, Imperatriz Liu, suspeitavam que Guo havia apreendido a riqueza do estado de Shu Anterior e não havia submetido a maior parte dela ao tesouro imperial. Também havia rumores de que Guo se rebelaria e tomaria o território de Shu para si mesmo. Assim, ao enviar Meng a caminho, o Imperador Zhuangzong comentou: "Ouvi dizer que Guo Chongtao pode ter desejos traiçoeiros. Quando você chegar lá, Senhor, execute-o para mim." Meng respondeu: "Guo Chongtao é um velho súdito realizado do Império, e não é provável que ele tenha tais desejos. Quando eu, seu súdito, chegar a Shu, vou examiná-lo. Se ele não tiver tais desejos, eu o mandarei de volta." O Imperador Zhuangzong, naquele momento, concordou.
No entanto, a Imperatriz Liu convenceu-se de que Guo estava prestes a se rebelar e mataria seu filho Li Jiji primeiro. Ela não conseguiu convencer o Imperador Zhuangzong disso, no entanto, e decidiu emitir um edito por conta própria, a ser entregue por seu servo eunuco Ma Yangui (馬彥珪) a Li Jiji, ordenando a morte de Guo. Quando Ma alcançou Meng, ele entregou a mensagem a Meng e então ele mesmo correu em direção a Chengdu. Meng sabia que o desastre estava prestes a acontecer e, portanto, decidiu acelerar-se para Chengdu também, atrás de Ma. Ma chegou a Chengdu logo depois, na primavera de 926. Li Jiji inicialmente hesitou após receber o edito da Imperatriz Liu, mas então o executou convocando Guo para ele e depois matando-o e seus filhos de surpresa. Isso levou a um estado geral de confusão em Chengdu, mas Meng chegou logo depois e confortou tanto o exército quanto o povo da cidade. Pouco depois, Li Jiji deixou Meng no comando da cidade, partindo dela e voltando para Luoyang com suas tropas.
O assassinato quase simultâneo de Guo e outro general importante, Zhu Youqian, no entanto, chocou tanto os exércitos ao redor do império quanto o povo, e quase imediatamente causou uma série de motins em todo o império. Um desses motins foi liderado por um dos generais que serviram sob Guo durante a campanha de Shu Anterior, Li Shaochen (nascido Kang Yanxiao) e cujos soldados estavam em grande parte anteriormente sob Zhu, e, portanto, queriam vingar Zhu. Li Shaochen reivindicou o título de governador militar de Xichuan e se posicionou para atacar Chengdu. No entanto, ele foi rapidamente derrotado em uma operação conjunta comandada por Meng, Dong Zhang, o governador militar do Circuito Dongchuan, e Ren Huan. Após a derrota de Li Shaochen, Li Jiji, que havia parado seu progresso para o leste pendente do resultado da campanha, continuou para o leste de volta para Luoyang. Apesar da derrota de Li Shaochen, no entanto, ainda havia muitos distúrbios e bandidagem no território de Shu. Dizia-se que Meng confortou o povo selecionando oficiais honestos e diminuindo a carga tributária, fazendo com que o povo começasse a aquiescer ao seu controle.
Antes que Li Jiji pudesse chegar a Luoyang, no entanto, os motins se multiplicaram, e no verão de 926, o próprio Imperador Zhuangzong foi morto em um motim na própria capital, Luoyang. O comandante de um dos motins, o irmão adotivo do Imperador Zhuangzong, Li Siyuan (e, portanto, irmão adotivo da esposa de Meng, a Grande Princesa Qionghua), rapidamente chegou a Luoyang e reivindicou o título de regente. Li Jiji se posicionou para desafiá-lo, mas logo descobriu que seus próprios soldados o estavam abandonando em massa. Encontrando a situação sem esperança, Li Jiji cometeu suicídio, e Li Siyuan reivindicou o título de imperador logo depois (como Imperador Mingzong).

### Durante o reinado do Imperador Mingzong

#### Estabelecimento inicial em Xichuan
O Imperador Mingzong pareceu imediatamente tentar reafirmar a fé de Meng Zhixiang em sua administração recém-estabelecida, concedendo a Meng o maior título honorário de chanceler Shizhong (侍中). No entanto, dizia-se que Meng começou a planejar assumir o controle pessoal da região, estabelecendo, além dos 26 corpos que Guo Chongtao deixou em Xichuan, que totalizavam 27 000 soldados, cerca de 36 corpos adicionais de tropas, totalizando 32.000 soldados, incluindo seis corpos navais especiais preparando-se para defender contra ataques vindos da água.
Enquanto isso, Ren Huan tornou-se chanceler e também estava encarregado dos três escritórios de finanças (tributação, tesouro e monopólios de sal e ferro), e, acreditando que Xichuan era rico e capaz de apoiar o governo central financeiramente, enviou o velho amigo de Meng, Zhao Jiliang, para Xichuan para preparar o transporte da riqueza anteriormente armazenada pelo regime de Shu Anterior, bem como os impostos coletados desde então, para Luoyang. Quando Zhao chegou a Chengdu no inverno de 926, os membros da equipe de Meng inicialmente o aconselharam a recusar completamente as ordens, mas Meng optou por cumprir parcialmente - permitindo que Zhao tivesse a riqueza armazenada enviada para Luoyang, mas recusando-se a entregar quaisquer receitas fiscais adicionais. Ele também manteve Zhao em Chengdu para servir como seu vice-governador militar.
Neste ponto, o chefe de gabinete do Imperador Mingzong, An Chonghui, havia começado a suspeitar tanto de Meng (já que sua esposa era a irmã mais velha do Imperador Zhuangzong) quanto de Dong Zhang (que era um dos generais favoritos do Imperador Zhuangzong) de planejar separar seu território da Tang Posterior propriamente dita. Li Yan (cuja vida Meng havia salvado anteriormente ao interceder junto ao Imperador Zhuangzong), que havia servido anteriormente como emissário de Tang Posterior para Shu Anterior e havia sido um dos principais proponentes da campanha contra Shu Anterior, voluntariou-se para servir como monitor do exército de Xichuan, acreditando que poderia conter as ambições de Meng, então An comissionou Li como monitor do exército de Xichuan, enquanto comissionava o oficial Zhu Hongzhao como vice-governador militar de Dongchuan, esperando que eles pudessem conter os poderes de Meng e Dong, respectivamente.
Meng ficou muito descontente com a comissão de Li e, embora ostensivamente desse as boas-vindas a Li, enviou um grande número de soldados para escoltá-lo até Chengdu, esperando que a grande demonstração de poderio militar intimidasse Li a sair por conta própria. Li não deu atenção a isso, no entanto, e prosseguiu para Chengdu. Uma vez que Li chegou a Chengdu, Meng inicialmente o tratou externamente com respeito, mas na primavera de 927, depois de repreendê-lo publicamente por defender a campanha contra Shu Anterior que levou à destruição tanto de Shu Anterior quanto de Tang Posterior - ou seja, a destruição da administração do Imperador Zhuangzong - executou-o. Ao ouvir sobre a morte de Li, Zhu fugiu de volta para Luoyang, temendo o mesmo destino. Meng então submeteu um relatório ao Imperador Mingzong, alegando que Li havia planejado assumir o exército e havia falsamente alegado que Meng logo seria convocado de volta a Luoyang para minar Meng.
Durante esse período, Meng havia enviado seus atendentes para escoltar sua esposa, a Grande Princesa Qionghua, bem como Meng Renzan (e provavelmente a mãe de Meng Renzan, Senhora Li) para Xichuan. Quando eles chegaram a Fengxiang, a notícia da morte de Li Yan também havia chegado a Fengxiang, e o governador militar de Fengxiang, Li Congyan (filho e sucessor de Li Maozhen, a quem foi permitido herdar o circuito depois que Li Maozhen se submeteu a ser um vassalo de Tang Posterior) imediatamente os deteve em Fengxiang. No entanto, querendo reter a fidelidade de Meng por graça, o Imperador Mingzong ordenou que lhes fosse permitido continuar para Chengdu, escoltados pelo oficial Li Renju (李仁矩).
Enquanto isso, Meng e Dong também estavam disputando entre si, sobre a rentabilidade das minas de sal que ambos os circuitos controlavam. Para tentar obter uma vantagem comercial sobre Meng, Dong reduziu os preços do sal de Dongchuan, induzindo assim os comerciantes a irem a Dongchuan, comprarem sal e vendê-lo nos mercados de sal de Xichuan, deprimindo assim o preço do sal de Xichuan. Em 928, Meng reagiu estabelecendo postos de controle de tributação na fronteira de Xichuan e Dongchuan e taxando pesadamente esse comércio de sal. Com seus lucros retirados por esses impostos, os comerciantes não iam mais a Dongchuan para comprar sal.
Por volta dessa época, o Imperador Mingzong havia ordenado que Xichuan contribuísse com tropas em uma campanha contra o senhor da guerra rebelde Gao Jixing, o governador militar do Circuito Jingnan (荊南, sediado na atual Jingzhou, Hubei), para retomar três prefeituras que o Imperador Zhuangzong havia concedido anteriormente a Gao (Kui (夔州), Wan (萬州) e Zhong (忠州), todas na atual Chongqing). Meng enviou 3 000 tropas, comandadas pelo oficial Mao Chongwei (毛重威). Depois que as forças imperiais de Tang Posterior conseguiram recapturar essas prefeituras de Gao, no entanto, Meng solicitou que as tropas fossem devolvidas; o Imperador Mingzong recusou. Meng então enviou mensageiros secretos a Mao e o induziu a, em violação das ordens imperiais, retornar a Chengdu com suas tropas. Mao o fez, e quando o Imperador Mingzong posteriormente ordenou que Mao fosse punido, Meng recusou. Além disso, Meng também começou a se recusar a cumprir ordens passadas para abastecer o Circuito Ningjiang criado pelo governo central (寧江, sediado na Prefeitura Kui) com alimentos, alegando que os alimentos eram necessários para o exército de seu próprio circuito.

#### Campanha conjunta de resistência contra a Dinastia Tang Posterior com Dong Zhang
Enquanto isso, o governo imperial da Dinastia Tang Posterior, seguindo a estratégia de An Chonghui, estava colocando postos-chave na região sob seu próprio controle — com Xia Luqi (夏魯奇), que havia sido o vice-comandante das operações contra Jingnan, sendo nomeado governador militar do Circuito de Wuxin (武信, com sede na moderna Suining, Sichuan), Li Renju nomeado governador militar do novo Circuito de Baoning (保寧, com sede na moderna Langzhong, Sichuan), criado a partir de Dongchuan e do vizinho Circuito de Shannan Oeste (山南西道, com sede na moderna Hanzhong, Shaanxi) de Xichuan, e o cunhado de An, Wu Qianyu (武虔裕), como prefeito da Prefeitura de Mian (綿州, na moderna Mianyang), no coração do próprio Dongchuan. (Meng havia efetivamente assumido o controle de Wuxin anteriormente quando Li Shaowen (李紹文), o governador militar de Wuxin, morreu em 927, e o governo imperial acatou os desejos de Meng ao nomear o oficial de Meng, Li Jingzhou (李敬周), como governador militar interino de Wuxin.) Além disso, havia rumores de que An estava pronto para separar Mian e a vizinha Prefeitura de Long (龍州, também na moderna Mianyang) de Dongchuan como um circuito separado.
Esses acontecimentos deixaram tanto Meng Zhixiang quanto Dong Zhang apreensivos com as atenções do governo imperial e, apesar da animosidade prévia entre eles, começaram a negociar uma aliança, concordando em casar o filho de Dong com a filha de Meng; eles também começaram a planejar uma resistência conjunta em caso de uma operação imperial contra eles. Eles então apresentaram uma petição conjunta expressando sua apreensão e objetando ao estabelecimento imperial dessas guarnições, sem sucesso. (Posteriormente, Dong neutralizou Wu atraindo-o para a capital de Dongchuan, a Prefeitura de Zi (梓州), e colocando-o sob prisão, enquanto o governo imperial concedeu a Meng o título honorário de chanceler maior, Zhongshu Ling (中書令))
Dong fez uma última tentativa desesperada para impedir o governo imperial do que ele e Meng viam como implantações provocativas — enviando seu filho Dong Guangye (董光業), que servia como diretor dos jardins imperiais na capital Luoyang, para informar o vice de An, Li Qianhui (李虔徽), que se o governo imperial enviasse mais soldados para a região, ele se rebelaria. (No entanto, como observado, entre outros, pelo historiador moderno Bo Yang, a ameaça de Dong teve exatamente o efeito oposto, já que a intenção de An era forçar Dong e Meng à rebelião para que pudesse destruí-los.) Quando An, posteriormente, no outono de 930, enviou o oficial Xun Xian'ai (荀咸乂) para reforçar a capital de Baoning, a Prefeitura de Lang (閬州), Dong declarou publicamente sua rebelião, e ele e Meng uniram suas forças para se preparar para atacar os Circuitos de Baoning, Wuxin e Zhaowu (昭武, com sede na moderna Guangyuan, Sichuan), que eram leais ao governo imperial. O plano deles (proposto por Zhao Jiliang) era capturar rapidamente Baoning e Wuxin, e depois defender o traiçoeiro Passo de Jianmen para impedir o avanço do exército imperial.
O Imperador Mingzong reagiu nomeando seu genro Shi Jingtang, o governador militar de Tianxiong, como comandante de um exército contra Dongchuan e Xichuan (com Xia como seu vice), destituindo Dong Zhang e Meng de todos os seus títulos, e massacrando Dong Guangye e sua família. Muito antes que o exército de Shi pudesse chegar à região, porém, as forças conjuntas de Dongchuan/Xichuan, sob o comando de Dong Zhang, rapidamente capturaram a Prefeitura de Lang e mataram Li Renju, enquanto um exército de Xichuan comandado por Li Renhan, com Zhao Tingyin como vice de Li Renhan, sitiou Xia na capital de Wuxin, a Prefeitura de Sui (遂州). No entanto, Dong, acreditando que o Passo de Jianmen estava seguramente defendido por seu próprio exército de Dongchuan, recusou a oferta de reforços de Meng; em vez disso, ele se dirigiu para a capital de Zhaowu, a Prefeitura de Li (利州), e tentou capturá-la; quando o mau tempo posteriormente interrompeu seu avanço, ele recuou para a Prefeitura de Lang sem reforçar a defesa de Jianmen.
O fracasso de Dong em guardar adequadamente Jianmen levou à única crise para Meng e Dong em sua campanha contra as forças imperiais. No inverno de 930, o oficial imperial Wang Hongzhi (王弘贄) contornou o Passo de Jianmen e depois circulou para atacá-lo de surpresa. Jianmen caiu para ele, que então capturou a vizinha Prefeitura de Jian (劍州, na moderna Guangyuan), chocando tanto Dong quanto Meng. No entanto, nenhuma força imperial reforçou Wang, que posteriormente se sentiu obrigado a abandonar a Prefeitura de Jian e simplesmente guardar Jianmen. Forças de Xichuan sob Zhao Tingyin e Li Zhao (李肇) subsequentemente conseguiram tomar a Prefeitura de Jian e defendê-la, aliviando a situação. Enquanto isso, Meng também enviou o ex-general de Shu Anterior, Zhang Wu (張武), para capturar o Circuito de Wutai (武泰, com sede na moderna Chongqing), controlado pelos imperiais.
Nesta altura, a determinação do Imperador Mingzong de derrotar Dongchuan e Xichuan começava a se dissolver, pois ele não confiava mais plenamente no julgamento ou lealdade de An. Ele estava particularmente preocupado com os relatórios dos circuitos ocidentais sobre sua dificuldade em abastecer o exército de Shi. An se ofereceu para ir à frente de batalha para supervisionar as operações pessoalmente. No entanto, assim que ele deixou Luoyang, Shi, que não concordava com esta operação, apresentou petições solicitando o término das operações. Aparentemente como um teste para ver se Meng estaria disposto a encerrar sua resistência, o Imperador Mingzong libertou cerca de 1 500 homens que Xichuan havia previamente enviado à Prefeitura de Kui de volta para Xichuan. Na primavera de 931, Meng apresentou uma petição agradecendo ao Imperador Mingzong pela libertação deles, mas não interrompeu suas próprias operações militares, pois logo depois, Li Renhan capturou a Prefeitura de Sui, e Xia cometeu suicídio. Meng, após mostrar a cabeça de Xia ao exército imperial para demonstrar que a Prefeitura de Sui havia caído, enterrou Xia com respeito.
Neste ponto, An estava quase na frente de batalha, mas depois de visitar Fengxiang no caminho, então governada por Zhu Hongzhao, Zhu apresentou uma petição secreta acusando falsamente An de estar ressentido com o imperador e possivelmente pronto para assumir o comando do exército imperial de Shi, e também escreveu a Shi expressando o mesmo. Shi, com medo, apresentou petições solicitando que An fosse chamado de volta. O Imperador Mingzong assim chamou An de volta. Assim que o fez, Shi, sem primeiro solicitar aprovação do imperador, retirou seu exército da frente de Jianmen e dirigiu-se de volta para Luoyang. Quando as forças de Dongchuan e Xichuan subsequentemente perseguiram o exército de Shi e chegaram à Prefeitura de Li, Li Yanqi (李彥琦), o governador militar de Zhaowu, abandonou-a e fugiu também. Meng fez de Zhao Tingyin o governador militar interino. Zhao Tingyin posteriormente defendeu a captura de Dong por meio de um truque e a tomada de seu exército, mas Meng o impediu de fazê-lo. Depois que Li Renhan capturou Wuxin, Meng o enviou mais para o leste para atacar Ningjiang. An Chongruan (安崇阮), o governador militar de Ningjiang, abandonou a Prefeitura de Kui também, permitindo que Li Renhan capturasse Ningjiang. Quando Zhao Tingyin posteriormente defendeu um ataque adicional ao Circuito de Shannan Oeste, no entanto, Meng, apontando que o exército estava cansado, recusou.
Enquanto isso, mesmo antes de An Chonghui chegar a Luoyang, o Imperador Mingzong o nomeou governador militar do Circuito de Huguo (護國, com sede na moderna Yuncheng, Shanxi) e, pouco depois, após An oferecer-se para se aposentar, inicialmente concedeu o pedido de aposentadoria, mas então enviou seu sobrinho Li Congzhang (李從璋), o Príncipe de Yang, para matar An. Após a morte de An, o Imperador Mingzong culpou os conflitos imperiais com Dong, Meng e Qian Liu, o Rei de Wuyue, a An, e essencialmente capitulou enviando o oficial de Xichuan Su Yuan (蘇愿) e o oficial de Dongchuan Liu Cheng (劉澄), que haviam ficado presos em Luoyang, de volta aos seus circuitos para anunciar a morte de An e o desejo do governo imperial pela paz. (Exceto por pequenas escaramuças, isso efetivamente encerrou a campanha imperial contra Dongchuan e Xichuan.)

#### Consequências da campanha contra a Dinastia Tang Posterior
Depois que Su Yuan chegou a Chengdu no inverno de 931, entregando a mensagem do Imperador Mingzong e ainda assegurando a Meng que seus sobrinhos que permaneciam em território imperial estavam seguros, Meng quis se submeter novamente ao governo imperial e tentou persuadir Dong Zhang a fazer o mesmo. Dong recusou com raiva, apontando que os membros de sua família haviam sido executados; a partir daí, ele começou a ser hostil com Meng novamente. Meng, não querendo ser visto como o quebrador do pacto entre ele e Dong, não enviou emissários ao governo imperial inicialmente, e tentou mais duas vezes persuadir Dong, sem sucesso. Na última dessas ocasiões, na primavera de 932, o emissário de Meng, Li Hao, após retornar a Chengdu, apontou que parecia que Dong estava planejando um ataque e que Xichuan deveria estar preparado. (Por volta dessa época, a esposa de Meng, a Grã-Princesa Fuqing (seu título havia sido mudado para Fuqing pelo Imperador Mingzong) morreu.)
No verão de 932, Dong lançou seu ataque e, inicialmente, o exército de Dongchuan, com Dong sendo conhecido como um feroz combatente, teve uma série de vitórias sobre as forças de Xichuan. Como parte do plano de Dong para afetar adversamente o moral de Xichuan, ele escreveu cartas para Zhao Jiliang, Zhao Tingyin e Li Zhao, agindo como se estivessem agindo em conjunto com ele. Meng não deu atenção a essas cartas e, deixando Zhao Jiliang no comando em Chengdu, ele mesmo levou um exército, junto com Zhao Tingyin, para enfrentar Dong. Enquanto isso, Dong, após capturar a Prefeitura de Han (漢州, na moderna Deyang, Sichuan) de Xichuan, se aproximou de Chengdu. As forças de Meng e Zhao Tingyin o enfrentaram, mas inicialmente as forças de Dongchuan prevaleceram; no entanto, quando as forças de Xichuan que Zhao Tingyin manteve em reserva então enfrentaram as forças de Dongchuan, as forças de Dongchuan foram esmagadas, e Dong fugiu de volta para a Prefeitura de Zi. Uma vez lá, seus oficiais Wang Hui (王暉) e Dong Yanhao (董延浩) (filho de um de seus primos) se amotinaram. No motim, outro oficial, Pan Chou (潘稠), matou Dong Zhang e ofereceu sua cabeça a Wang. Wang posteriormente rendeu a cidade a Meng.
Meng enfrentou então a situação em que tanto Zhao Tingyin quanto Li Renhan queriam o comando de Dongchuan — um conflito que ameaçava despedaçar as vitoriosas forças de Xichuan. Meng, para resolver a situação, assumiu o comando de Dongchuan ele mesmo, enquanto retornava Li para Wuxin e dava a Zhao o comando de Baoning. Nesse ponto, Meng tinha controle efetivo não apenas dos dois circuitos originais de Xichuan e Dongchuan, mas também dos circuitos delimitados de Wuxin, Baoning, Zhaowu, Ningjiang e Wutai. No entanto, ele rejeitou uma proposta de seus subordinados, liderada por Zhao Jiliang, para se declarar príncipe.
Quando o governo imperial inicialmente recebeu relatos de conflito entre Dong e Meng, esperava tirar vantagem da situação, mas depois que Meng rapidamente derrotou Dong, o sucessor de An Chonghui como chefe de gabinete, Fan Yanguang, apontou ao Imperador Mingzong que, embora Meng controlasse a região, ele ainda precisava da sanção imperial porque seus soldados eram em grande parte das Planícies Centrais. O Imperador Mingzong, ainda tratando externamente Meng como um velho amigo, enviou seu atendente Li Cungui (李存瓌) — um filho de Li Kening e, portanto, um sobrinho de Meng — para Chengdu, tranquilizando Meng sobre a segurança de seus familiares e amigos e instando-o a retornar ao redil imperial. Depois que Li Cungui chegou a Chengdu, Meng, assumindo a forma de um súdito, ajoelhou-se e aceitou o edito imperial. A partir daí, ele se tornou formalmente um vassalo da Dinastia Tang Posterior novamente, mas dizia-se que era ainda mais arrogante com o governo imperial do que antes. Ele também relatou a morte da Grã-Princesa Fuqing, a quem o Imperador Mingzong então postumamente honrou como Grã-Princesa Yongshun de Jin.
Pouco depois, Meng fez com que Li Hao redigisse petições em nome dos cinco governadores militares interinos dos cinco circuitos subsidiários, pedindo que Meng recebesse autoridade imperial interina na região e pedindo bastões emitidos imperialmente para seus próprios comandos. Li Hao apontou que essa é a autoridade que o próprio Meng deveria estar pedindo, para que não fosse visto como necessitando da sanção de seus subordinados. Sob a sugestão de Li Hao, Meng, portanto, apresentou uma petição própria, solicitando autoridade para nomear prefeitos prefeiturais e funcionários de nível inferior por conta própria, enquanto solicitava que o governo imperial comandasse oficialmente os cinco governadores militares interinos como governadores militares. Ele também solicitou que o governo imperial enviasse as esposas e filhos dos soldados das Planícies Centrais para permitir que as famílias se reunissem. No inverno de 932, o Imperador Mingzong novamente enviou Li Cungui a Chengdu para entregar seu edito, aprovando amplamente os pedidos de Meng, e ainda dando-lhe a autoridade para nomear até mesmo governadores militares na região. No entanto, ele se recusou a enviar as esposas e filhos dos soldados para a região, mas também não (como Meng havia temido que pudesse) ordenou que fossem devolvidos ao governo imperial. Pouco depois, Meng, sob autoridades concedidas pelo Imperador Mingzong, formalmente concedeu aos cinco governadores militares interinos comandos completos.
Na primavera de 933, o Imperador Mingzong formalmente criou Meng como o Príncipe de Shu e o fez governador militar de Dongchuan e Xichuan, enviando os oficiais de alto nível Lu Wenji e Lü Qi para a cerimônia de criação. O próprio Meng confeccionou roupas e coroas que eram como as do imperador.

Mais tarde naquele ano, o Imperador Mingzong morreu e foi sucedido por seu filho Li Conghou, o Príncipe de Song (como Imperador Min). Quando Meng recebeu a notícia, comentou:
Citação: O Príncipe de Song é jovem e fraco, e aqueles que governam por ele eram pessoas como servos imperiais. Eles certamente criariam distúrbios por todo o reino.
A partir daí, seus subordinados o persuadiram a assumir o trono, e, na primavera de 934, ele o fez, declarando-se Imperador de Shu.

## Como imperador do estado independente de Shu Posterior
Pouco depois de Meng Zhixiang reivindicar o trono de Shu Posterior, a sucessão imperial da Dinastia Tang Posterior foi lançada em tumulto quando os chefes de gabinete do Imperador Min, Zhu Hongzhao e Feng Yun, que suspeitavam tanto de Shi Jingtang quanto do irmão adotivo do Imperador Min, Li Congke, o Príncipe de Lu, tentaram mover seus comandos — Shi de Hedong para Chengde (成德, com sede na moderna Shijiazhuang, Shanxi) e Li Congke de Fengxiang para Hedong. Li Congke, temendo que esta movimentação fosse destinada a enganá-lo para sua morte, rebelou-se; ele subsequentemente derrotou as forças imperiais enviadas contra ele e avançou em direção a Luoyang, eventualmente matando o Imperador Min e tomando o trono para si. Enquanto ele fazia isso, Zhang Qianzhao (張虔釗), o governador militar de Shannan Oeste, e Sun Hanshao (孫漢韶), o governador militar do Circuito de Wuding (武定, com sede na moderna Hanzhong), que faziam parte das forças imperiais contra ele e que temiam represálias, renderam seus circuitos a Shu Posterior, permitindo que Shu Posterior tomasse a região ao sul das Montanhas Qinling.
Enquanto isso, Meng, que se dizia ter sofrido um derrame por mais de um ano, ficou gravemente doente. No outono de 934, ele criou Meng Renzan como Príncipe Herdeiro. Ele morreu no mesmo dia, e Meng Renzan (cujo nome foi então mudado para Meng Chang) assumiu o trono.

## Informações pessoais
- Pai
  - Meng Dao (孟道), postumamente honrado como Imperador Xiaowu com o nome de templo Xianzong (honrado em 934)
- Esposa
  - Senhora Li (morreu em 932), filha mais velha de Li Keyong, o Príncipe de Jin,[2] posteriormente Grã-Princesa Qionghua (criada em 923?/925?) e depois Grã-Princesa Fuqing (criada em 930) durante a Dinastia Tang Posterior, postumamente honrada como Grã-Princesa Yongshun de Jin por Li Siyuan, postumamente honrada como imperatriz por Meng Zhixiang (honrada em 934)
- Concubina Principal
  - Consorte Li (morreu em 965), originalmente consorte do Imperador Zhuangzong da Dinastia Tang Posterior, mãe do Príncipe Chang
- Filhos
  - Meng Yifan (孟貽範), morreu jovem antes de 932
  - Meng Yiyong (孟貽邕), morreu jovem antes de 932
  - Meng Yiju (孟貽矩), presumivelmente faleceu antes dele
  - Meng Yiye (孟貽鄴), o Príncipe de Yan, morreu depois de 958
  - Meng Chang (孟昶) (919–965), nascido Meng Renzan (孟仁贊), o Príncipe Herdeiro (criado em 934), posteriormente imperador
  - Meng Renyi (孟仁毅) (morreu em 955), o Príncipe Gongxiao de Kui (criado em 950)
  - Meng Renyu (孟仁裕) (928–970), o Príncipe de Peng (criado em 950)
  - Meng Renzhi (孟仁贄) (927–971), o Príncipe de Ya (criado em 950), posteriormente o Conde de Pingchang durante a Dinastia Song
  - Meng Rencao (孟仁操) (morreu em 986), o Príncipe de Jia (criado em 950)
  - Meng Jiuzhu (孟久柱), Princesa Chonghua, esposa de Yi Yangui (伊延瓌)
  - Meng Yanyi (孟延意), Princesa Yuqing, esposa de Dong Guangsi (董光嗣), filho de Dong Zhang
  - Princesa Jinxian, esposa de Zhang Kuangbi (張匡弼), filho mais velho de Zhang Qianzhao
  - Princesa Lanying, esposa de Sun Yancong (孫晏琮), filho de Sun Hanshao